# Toni Mujal i Obradors
Toni Mujal i Obradors (Cardona) és un constructor d'imatgeria festiva de Catalunya. Va estudiar escultura a l'escola d'Arts i Oficis de Sabadell i a l'escola Massana de Barcelona. Va començar en el món dels gegants l'any 1979. Obté l'any 2007 el diploma de Mestre Artesà de la Generalitat de Catalunya. És l'únic Mestre Artesà de gegants reconegut per la Generalitat amb un premi especial. Va rebre el premi Saler d'Or com a reconeixement a la seva feina.